# Оставление евреев
Оставление евреев: Америка и Холокост 1941—1945 — документальная книга 1984 года, написанная Дэвидом С. Вайманом, бывшим профессором истории Массачусетского университета в Амхерсте. Вайман был председателем Института изучения Холокоста. Книга «Оставление евреев» была хорошо воспринята большинством историков и завоевала множество премий и широкое признание, в том числе Национальную еврейскую книжную премию, Премию Анисфилда-Вольфа, Премию в области литературы в настоящем времени, Премию Стюарта Берната от Общества историков американских международных отношений и премии Теодора Салутоса Общества истории иммиграции, а также была номинирована на премию Национального кружка книжных критиков

## Аргументы и содержание книги
В ответ на решимость и согласованные действия нацистов по изгнанию евреев из Европы любыми возможными средствами, остальной мир закрыл множество возможностей для эмиграции евреев в другие страны. Например, легальная иммиграция в подмандатную Палестину, территорию, которая была определена Лигой Наций как родина и убежище для евреев, находящихся в опасности в своих странах проживания, была строго ограничена британскими мандатными властями в 1939 году; а многие страны просто отказывались разрешать европейским евреям въезд в свои страны. По мере того, как нацистская Германия набирала силу и наследовала большое еврейское население на захваченных территориях (таких как Польша, и многие другие), политика большинства стран сводилась либо к полной ликвидации еврейского присутствия (в случае нацистской Германии и её союзниц), либо к препятствованию еврейской иммиграции (в случае остальных стран) Закрытие иммиграционных возможностей в Америке освещается Вайманом в его книге 1968 года «Бумажные стены: Америка и кризис беженцев, 1938—1941». Вайман продолжает документировать этот аспект истории Второй мировой войны в книге «Оставление евреев», которая охватывает следующий период, 1941—1945 годов, когда Америка и союзники воевали против Германии, а Холокост и «окончательное решение еврейского вопроса» достигли своей самой смертоносной стадии.
Вайман резюмирует свои основные выводы в предисловии (представленном ниже в отредактированном виде):
1. Государственный департамент США и министерство иностранных дел Великобритании не собирались спасать большое количество европейских евреев. Напротив, они постоянно опасались, что Германия или другие страны Оси могут передать десятки тысяч евреев в руки союзников. Такой исход оказал бы сильное давление на Великобританию, чтобы она разрешила еврейскую иммиграцию в Палестину согласно условиям мандата Лиги Наций, и на Соединенные Штаты, чтобы принять больше еврейских беженцев. Поэтому, их политика была направлена на то, чтобы воспрепятствовать возможностям спасения.
2. Достоверная информация о том, что нацисты систематически уничтожали европейское еврейство, была обнародована в ноябре 1942 года. Президент Рузвельт ничего не делал в течение четырнадцати месяцев, а затем сдвинул позицию только из-за политического давления.
3. «Комитет по делам военных беженцев» получил мало полномочий, почти никакого сотрудничества и крайне недостаточное государственное финансирование. (Взносы еврейских организаций покрыли 90 процентов расходов «Комитета»). Он спас примерно 200 000 евреев и более 20 000 неевреев.
4. Государственный департамент США во время войны с Германией разрешил въехать только 21 000 беженцам, это лишь 10 процентов от числа, которое могло быть допущено на законных основаниях, даже в рамках тогдашних законов, ограничивающих иммиграцию.
5. Факторы препятствовавшие спасению: антисемитизм и антииммиграционные настроения укоренившиеся в Конгрессе; провал средств массовой информации; почти полное молчание христианских церквей и почти всего их руководства (за заметными исключениями, такими как архиепископ Кентерберийский или архиепископ Нью-Йоркский Фрэнсис Спеллман); безразличие к гибели евреев; личный провал президента.
6. Американские еврейские лидеры проявили неспособность уделить первостепенное внимание вопросу спасения.
7. В 1944 году Соединенные Штаты отклонили несколько призывов бомбить газовые камеры Освенцима и подъездные железные дороги, причём в те самые месяцы, когда происходили многочисленные массированные американские бомбардировки других военных объектов всего в пятидесяти милях от Освенцима. Дважды бомбардировщики наносили удары по объектам всего в пяти милях от газовых камер.
8. Можно было бы сделать гораздо больше для спасения евреев, если бы были предприняты реальные усилия. Причины, неоднократно приводившиеся правительственными чиновниками в связи с якобы невозможностью спасти евреев, были отложены в сторону, когда дело касалось других европейцев, которые нужна была помощь.
9. Безразличие Рузвельта, худший провал его президентства.
10. Американские показатели спасения были лучше, чем у Великобритании, СССР, или других союзных стран, благодаря работе «Комитета по делам военных беженцев». Американские еврейские организации обеспечили наибольшую часть финансирования «Комитета» и спасательных операций нескольких других еврейских организаций.

В книге «Оставление евреев» утверждается, что американские и британские политические лидеры во время Холокоста, включая президента Рузвельта, отвергли предложения, которые могли бы спасти сотни тысяч европейских евреев от смерти в нацистских лагерях смерти. Документы Ваймана, например, свидетельствуют о том, что Рузвельт неоднократно отказывал еврейским беженцам в убежище и не отдавал приказа о бомбардировке железнодорожных путей, ведущих в Освенцим. В то же время большинство еврейских лидеров в Америке и подмандатной Палестине (до создания Израиля в 1948 году) мало что сделали для того, чтобы заставить эти правительства изменить свою политику. Некоторые американские газеты, в том числе «Нью-Йорк Таймс», скрывали сообщения о массовом уничтожении евреев или сдвигали их со своих первых полос, из-за антисемитизма. При этом «Нью-Йорк Таймс» принадлежала евреям, однако возможно именно поэтому и не хотела выглядеть защитницей евреев в своих материалах.
Вайман приводит документы о том что правительства США и Великобритании отклонили многочисленные предложения принять европейских евреев. Этот вопрос был поднят на конференции в Белом доме 27 марта 1943 года с участием высших американских и британских лидеров военного времени, включая Рузвельта, госсекретаря США Корделла Халла, министра иностранных дел Великобритании Энтони Идена, советника президента Гарри Хопкинса и посла Великобритании в Вашингтоне, Лорд Галифакса. Халл поднял вопрос о том, чтобы союзники предложили принять от 60 000 до 70 000 евреев из Болгарии, союзника Германии. Сообщается, что Иден возразил, сославшись на риск того, что Гитлер может выдвинуть аналогичные предложения для евреев Германии и Польши, и сказал, что «просто не хватает кораблей и транспортных средств, чтобы справиться с ними».
Вайман пишет, что из-за сочетания нативизма, антисемитизма и нежелания действовать вне рамок прямой стратегической ценности, погибли миллионы евреев, которых можно было бы спасти. Он документирует многочисленные случаи, когда союзники находили ресурсы, такие как судоходство, для оказания помощи и спасения десяткам тысяч нееврейских беженцев, в то же время отказывая евреям в аналогичной помощи или усилиях по спасению. Например, он документирует, как британское правительство запретило въезд в подмандатную Палестину («еврейская национальная территория» согласно Лиге Наций) находящимся под угрозой уничтожения евреям, в то же время великодушно приняв в Палестину от 9 000 до 12 000 нееврейских греческих и 1800 нееврейских польских беженцев. Он приводит множество случаев, когда американские и британские власти отклоняли предложения нацистов об обмене евреев на ресурсы, часто с документами о том, как союзники опасались, что евреев будет так много, что это может ослабить военные усилия союзников. Он также документирует усилия Госдепартамента США по отказу в убежище находящимся под угрозой уничтожения евреям и неспособность американского еврейского истеблишмента оказать достаточное давление на американских политиков, таких как Рузвельт, с тем чтобы они участвовали в эффективных спасательных операциях. Брекинридж Лонг, один из четырёх помощников госсекретаря, и клика других руководителей Госдепартамента занимают видное место во многих эпизодах этой истории. Вайман документирует, как Лонг и его коллеги неоднократно препятствовали мерам, которые могли бы эффективно спасти евреев.
Вайман выделяет несколько организаций сравнительно эффективных в спасательных операциях, в частности, некоторые ортодоксальные еврейские организации, Американский еврейский объединённый распределительный комитет, а также ревизионистскую сионистскую фракцию под названием «бергсониты», получившие свое название от своего лидера, так называемого «Питера Х. Бергсона», который на самом деле был английским псевдонимом Гиллеля Кука, палестинского еврея и племянника рава Авраама Исаака Кука, который был связан с радикальной вооруженной подпольной группировкой «Иргун Цвай Леуми». «Бергсон» приехал в Соединенные Штаты, чтобы сформировать «Американских друзей еврейской Палестины», «Комитет еврейской армии» и другие организации по спасению европейского еврейства.
Вайман особенно критически относится к основному американскому еврейскому и сионистскому руководству, которое было неэффективно в своих усилиях по спасению и часто ставило на первое место борьбу с американским антисемитизмом и укрепление сионистских позиций послевоенного еврейского общества в Палестине (будущем Израиле), а не необходимость спасения евреев от нацистских преследований и геноцида.

В главе «Ответственность» Ваймана есть подраздел «Что могло быть сделано», в котором он признает, что возможности спасения были «сужены решимостью нацистов уничтожить евреев» и что «условия войны сами по себе затруднило спасение… скорее всего, не удалось бы спасти миллионы». Однако он утверждает, что «не мешая военным действиям, можно было бы спасти дополнительные… сотни тысяч». Затем он представляет подборку из двенадцати программ, которые были предложены (среди прочего) во время Холокоста и которые могли бы быть эффективными, если бы только их опробовали. Его выбор включал (в отредактированных подробностях):

1. Самое главное, «Комитет по делам военных беженцев» должен был быть создан в 1942 году. И он должен был получить адекватное государственное финансирование и гораздо более широкие полномочия.
2. Правительство США, действуя через нейтральные правительства или Ватикан, могло оказать давление на Германию, чтобы она освободила евреев.
3. Соединенные Штаты могли оказывать постоянное давление на союзниц Германии, чтобы те освободили их евреев.
4. Необходимо было оказать сильное давление на нейтральные страны вблизи Германии и её союзниц, чтобы принять евреев. Необходимо было создать убежища за пределами Европы. Тогда маршруты бегства оставались бы открытыми, и продолжающийся поток беженцев мог бы покинуть территорию Германии и её союзниц.
5. Найти достаточное количество убежищ для беженцев может и нелегко, однако жизнь в лагерях беженцев всё же предпочтительнее смерти. Другие страны использовали американскую скупость как аргумент, когда их спрашивали почему они не принимают евреев. Например, в Иерусалиме во время своего кругосветного путешествия в 1942 году Уэнделл Уилки спорил с британскими властями о необходимости допустить большое количество евреев в подмандатную Палестину (будущий Израиль). Британский верховный комиссар ответил, что, поскольку Соединенные Штаты не принимают евреев даже в пределах квоты, американцы вряд ли могут выступать с такой критикой.
6. Морские перевозки были необходимы для перевозки евреев во внешние убежища. В начале 1943 года Соединенные Штаты и Великобритания отвернулись от румынского предложения освободить 70 000 евреев, пока ещё выживших ходе систематического уничтожения Румынией сотен тысяч евреев в концлагерях Транснистрии. Это был принципиальный моральный провал.
7. Кампания по стимулированию и содействию бегству привела бы к значительному потоку спасающихся евреев.
8. Гораздо большие суммы денег должны были быть переведены в Европу для облегчения побегов, для сокрытия евреев, для снабжения продовольствием, для укрепления еврейских и нееврейских подпольных формирований.
9. Гораздо больше усилий нужно было приложить, чтобы найти способы отправить продовольствие и медикаменты.
10. Соединенные Штаты могли бы оказать гораздо большее давление на нейтральные правительства, Ватикан и Международный Красный Крест, чтобы побудить их предпринять более ранние и более энергичные действия.
11. Возможна была некоторая военная помощь.
12. Гораздо больше правды об уничтожении евреев должно было быть распространено по всей Европе.

## Обсуждение
Подавляющее большинство профессиональных историков, специализирующихся на Второй мировой войне и Холокосте, в целом принимают, поддерживают, признают или находятся под влиянием аргументов Ваймана. Некоторые выступают против его критики президента Рузвельта, в защиту действий основных еврейских организаций и оспаривают его утверждения что союзники могли эффективно помешать геноциду евреев, разбомбив лагеря смерти (тема, которую часто называют дебаты о бомбардировке Освенцима).
Доктор Джеймс Х. Китченс III, архивариус Центра исторических исследований ВВС США, критиковал Ваймана за его игнорирование ситуации тотальной войны, в которую были вовлечены союзники, и за то, что он основывает свою книгу на социально-политических источниках без ссылок на военную историю, которая, как он утверждает, имеет решающее значение для дебатов о бомбардировках. Китченс утверждал, что бомбить Освенцим было бы нецелесообразно. Двумя основными моментами Китченса являются: 1) у союзников не было достаточно подробных сведений о местонахождении этих объектов, и 2) логистика бомбардировки была бы слишком сложной для успешного результата. Историк Ричард Леви поддерживает позицию Китченса. Другие историки указывали: 1) у союзников были возможности получить достаточную военную информацию о потенциальных целях, хотя не было предпринято никаких согласованных усилий по сбору такой информации. и 2) было много успешных бомбардировок союзников, которые были такими же сложными и проводились на базе сравнительно неполных разведданных. Представление о том, что бомбардировка Освенцима была бы особенно сложной, подвергается серьёзному сомнению; некоторые предположили, что на Китченса могло повлиять желание защитить своего работодателя.
Почти все историки согласны с позицией Ваймана о том, что союзники и нейтралы могли бы сделать гораздо больше для спасения находящихся под угрозой уничтожения европейских евреев. Редким исключением является Уильям Д. Рубинштейн, чей «Миф о спасении: почему демократии не смогли спасти больше евреев от нацистов» является непосредственным критическим ответом на «Оставление евреев» и множество других работ, поддерживающих позиции Ваймана. Рубинштейн утверждает, что у западных держав была история приема иммигрантов, Палестина не была (политически удобным для Великобритании) потенциальным убежищем из-за противодействия арабов иммиграции евреев на территорию будущего Израиля, а эффективные действия союзников против лагерей смерти были невозможны.
Однако даже самые резкие критики Ваймана признают, что многие утверждения Ваймана верны. Рубинштейн, например в значительной степени согласен с Вайманом (и многими другими историками) в том, что влияние политического руководства палестинских арабов во главе с великим муфтием Иерусалима Хадж Амином аль-Хусейни и арабское восстание 1936—1939 годов в Палестине были факторами, подтолкнувшими британское правительство к нарушению международных обязательств своего временного мандата на Палестину, заключавшихся в первую очередь в создании родины для еврейского народа, которая была бы убежищем для спасения евреев, находящихся под угрозой уничтожения. И Вайман, и его критики согласны с тем, что британское решение о нарушении этого главного обязательства мандата было воплощено в Белой книге 1939 года, которая сократила еврейскую иммиграцию в Палестину до годовой квоты всего в 10 000, с максимальным суммарным числом иммигрантов в 75 000, и после пятилетнего периода поставила всю еврейскую иммиграцию в зависимость от решения палестинского арабского сообщества (резко враждебного еврейской иммиграции). Долгосрочные последствия британского отказа от обязательств мандата для европейского еврейства во время Холокоста в целом признаются критиками Ваймана, хотя Вайман подробно описывает пагубные последствия более подробно, чем многие из его недоброжелателей.
Например, разногласия между Рубинштейном и Вайманом по этому вопросу состоят главным образом в аргументе Рубинштейна о том, что как раз сионистские евреи в Палестине (такие как Давид Бен-Гурион) во многом тоже виноваты в отсутствии своевременного убежища для европейских евреев в Палестине, а не вся ответственность ложится на британские власти или палестинских арабов, которые яростно сопротивлялись таким спасательным операциям. Некоторые историки призвали к ответу Рубинштейна и других критиков Ваймана за такие утверждения и прямо атаковали эту критику позиций Ваймана как ненаучную «полемику».

## Примеры спасения евреев
Многие историки, в том числе доктор Дэвид Кранцлер, специализирующийся на документировании спасителей евреев, отмечают, что большое количество евреев было спасено, и утверждают, что можно было бы спасти ещё больше, часто используя те же исторические примеры, которые приводит Вайман. В большинстве случаев усилия по спасению инициировались не крупными признанными еврейскими и сионистскими организациями Запада, правительствами союзников, или такими учреждениями, как Ватикан или Красный Крест. Наиболее успешные спасательные операции были результатом работы небольших независимых еврейских и нееврейских групп, которые в основном действовали вне и часто вопреки инструкциям своих собственных зонтичных организаций. Примеры включают:
- Братиславская рабочая группа во главе с Гизи Флейшманном и раввином Хаимом Михаэлем Дов Вайсмандлом договорилась в начале 1942 года о двухлетнем перерыве в депортациях евреев из Словакии в концлагеря за выкуп около 50 000 долларов для СС через Дитера Висличены. В конце 1942 года они согласовали так называемый «План Европа». Судя по всему, немцы предлагали остановить депортацию евреев в концлагеря из многих районов примерно за два миллиона долларов и требовали 10-процентный первоначальный взнос. Рисковать такой суммой никто не хотел, и переговоры прекратились. Яд Вашем утверждает, что это была всего лишь немецкая уловка.
- Документы о защите, выданные из Швейцарии ортодоксальными еврейскими спасателями Джорджем Мантелло (Мандель — сальвадорский дипломат из Трансильвании) и Рехой Штернбух спасли большое количество людей вопреки возражениям швейцарского еврейского лидера и официальных лиц США, в частности Розуэлла Макклелланда из «Комитета по делам военных беженцев».
- Уилфрид Исраэль, родом из Берлина, был одним из ключевых людей, организовавших детский транспорт в Англию, который спас большое количество еврейских детей.
- Реха Штернбух тайно ввозила в Швейцарию большое количество евреев через австрийскую границу, пока кто-то в Швейцарии кто должен был помочь, не сообщил о ней властям. С конца 1944 по начало 1945 года она вела переговоры с Генрихом Гиммлером через швейцарского политика Жана-Мари Мюзи, знакомого Гиммлера. Это привело к освобождению многих евреев из концентрационного лагеря Терезиенштадт и предотвратило убийство большого количества евреев в некоторых лагерях по мере приближения союзников на основании соглашения о выкупе с нацистами. О ней снова сообщил тот же человек, о котором говорилось ранее.
- Ицхак Штернбух, муж Рехи Штернбух, собрал и заплатил выкуп, необходимый для освобождения евреев из концлагеря Берген-Бельзен, которые находились в так называемом поезде Кастнера.
- Раввин Соломон Шонфельд организовал убежище для тысяч евреев в Великобритании, в том числе для сотен детей. Он также убедил многих лидеров англиканской церкви и парламентариев принять предложение, позволяющее тем евреям, которые смогли покинуть территории управляемые Германией и её союзницами, хотя бы временно поселиться в некоторых частях Британской империи. Однако лоббисты сопротивлялись этой инициативе, поскольку она исключала Палестину, проблематичную с британской точки зрения из-за сопротивления арабов.
- В США, постоянное давление на администрацию Рузвельта со стороны Гиллеля Кука и его спасательной группы «бергонсонитов», несмотря на значительные препятствия со стороны либеральных еврейских лидеров Америки и основных еврейских организаций, но при решающей поддержке многих в Конгрессе, Сенате и министра финансов Генри Моргентау-младшего и его команды в министерстве финансов, привели к созданию «Комитета по делам военных беженцев». Одним из его действий была поддержка миссии Валленберга в Будапеште. Дэвид Вайман приписывает «Комитету по делам военных беженцев» спасение более 200 000 человек (в том числе 120 000 в Венгрии, отчасти благодаря миссии Валленберга).
- Через двадцать четыре часа после получения, первый еврейский секретарь посольства Сальвадора Джордж Мантелло (Мандель) обнародовал то, что теперь называется отчетом Ветцлера-Врба, включенным в протокол Освенцима. К сожалению, он получил отчет с большой задержкой. Другие евреи и еврейские/сионистские организации, получившие его раньше, не использовали информацию эффективно, а некоторые, например, Рудольф Кастнер, пытались скрыть информацию. Действия Мантелло спровоцировали крупные уличные протесты в Швейцарии, привели к тому, что в Швейцарии появилось более 400 броских заголовков, осуждающих варварство в Европе, а проповеди во многих швейцарских церквях говорили об их «братьях и сестрах»: евреях. Хотя Международный Красный Крест не решался вмешаться, другие, в том числе Папа Пий XII и король Швеции Густав V, обратились с личными обращениями к регенту Венгрии Миклошу Хорти. Он получил достоверные угрозы от Черчилля и Рузвельта. Затем Хорти остановил транспорты, перевозившие около 12 000 евреев в день в Освенцим. «К тому времени венгерские провинции были очищены. Почти 440 000 евреев ушли, но большая часть из 230 000 евреев Будапешта все ещё находилась в столице». Затем Хорти «предложил разрешить эмиграцию всем еврейским детям до десяти лет, имеющим визы в другие страны, и всем евреям любого возраста, имеющим палестинские сертификаты». Хотя Швеция, Швейцария и Государственный департамент США в конечном итоге согласились выдать визы для 28 000 детей, ни один из них так и не был вывезен из Венгрии из-за месячной задержки союзнических и нейтральных переговоров, и, в конце концов, нацисты взяли страну под свой контроль. Задержка с ответом на предложение Хорти оказалась фатальной для сделки, которую он предложил, и для многих венгерских евреев. Через три месяца после того, как Хорти остановил депортационные поезда, он был свергнут и заменен нацистским марионеточным правительством Ференца Салаши, чей фашистский и антисемитский режим развязал террор против оставшихся в Венгрии евреев, убив десятки тысяч человек за четыре месяца правления. Это закончились лишь тогда, когда Красная Армия завоевала Венгрию.
- Затишье в венгерских депортациях и предложения, сделанные Хорти, позволили миссию Валленберга а также спасение многими другими людьми в Будапеште, такими как Карл Лутц, монсеньор Анджело Ротта, Джорджио Перласка, испанской миссией, сионистским молодёжным подпольем в Будапеште, а также создали «атмосферу спасения», подтолкнувшую обычных граждан к спасению оставшихся евреев Венгрии. Рауль Валленберг и Карл Лутц каждый спасли десятки тысяч евреев в Венгрии, а Сионистское молодёжное подполье спасло многие тысячи или десятки тысяч человек.
- Многие дипломаты часто нарушали дипломатический протокол, действовали вопреки директивам своей страны и спасали большое количество евреев с помощью виз и документов о защите. Помимо Карла Лутца и Рауля Валленберга, среди них наиболее известны японец Чиуне Сугихара, китаец Хо Фэн-Шан, португалец Аристидес де Соуза Мендес и шведский граф Фольке Бернадот.
- Спорное предложение о спасении поступило от Адольфа Эйхмана, который в мае 1944 года предложил спасателю-сионисту Джоэлу Брэнду сделку по освобождению 1 000 000 евреев в обмен на 10 000 грузовиков и такие товары, как кофе, чай, какао и мыло. Эйхман и другие нацисты делали аналогичные предложения другим сионистским спасителям (таким как Сали Майер, Штернбух). Жан-Мари Мюзи, бывший президент Швейцарии и пронацистский энтузиаст в 1930-х годах, сыграл видную роль в переговорах. Союзники, однако, отвергли эти договоренности о «выкупе», хотя Эйхман ясно дал понять, что альтернативой является уничтожение евреев. СССР и Черчилль согласились, что выкупы платить не следует. Британцы держали Брэнда в заключении, чтобы предотвратить такие сделки, и догосударственное сионистское руководство Палестины не проявляло к этому особого интереса.
- Яд Вашем заявляет в своем музее, что неоднозначная деятельность Рудольфа Кастнера привела к спасению более 22 000 евреев.
- После неоднозначных переговоров между Рудольфом Кастнером, Сали Майером и Адольфом Эйхманом поезда с примерно 1700 венгерскими евреями были отправлены в концлагерь Берген-Бельзен, где они содержались в относительной безопасности в обмен на деньги и золото и были освобождены в конце 1944 года, когда Ицхак Штернбух в Швейцарии организовал их спасение, заплатив большой выкуп.
- Было много других успешных спасательных инициатив, а также многие другие, которые, по мнению некоторых, могли бы увенчаться успехом, если бы Черчилль и Рузвельт подверглись большему общественному давлению. Поскольку корабли, набитые беженцами, такие как «Сент-Луис», и корабли с беженцами, направлявшиеся в подмандатную Палестину («еврейский национальный дом»), были повернуты назад американскими и британскими властями, трудно обосновать тезис о невозможности спасения. Взгляды Ваймана поддерживают многочисленные участники дискуссии и ученые, такие как Дэвид Кранцлер, Хиллель Кук, Хаим Михаэль Дов Вайсмандл и многие другие.